# Hygrohypnum laevigatum
Hygrohypnum laevigatum là một loài Rêu trong họ Amblystegiaceae. Loài này được (Herzog) J.-P. Frahm mô tả khoa học đầu tiên năm 1996.